# Experimental Eye Research
Experimental Eye Research (skrót: Exp Eye Res) – naukowe czasopismo okulistyczne o zasięgu międzynarodowym; wydawane w Stanach Zjednoczonych od 1960. Oficjalny organ International Society for Eye Research.
Wydawcą jest koncern wydawniczy Elsevier. Czasopismo jest recenzowane i publikuje oryginalne prace badawcze dotyczące wszystkich aspektów eksperymentalnej biologii oka, które mają na celu określenie mechanizmów normalnej funkcji i/lub choroby. W szczególności publikowane są badania tkanek oka, które obejmują: biologię komórki, biologię rozwoju, genetykę, biologię molekularną, fizjologię, biochemię, biofizykę, immunologię lub mikrobiologię. Periodyk nie publikuje prac czysto klinicznych lub z obszaru chirurgii okulistycznej.
Czasopismo dzieli się na cztery sekcje: (1) ciecz wodnista i przepływ krwi; (2) powierzchnia rogówki i oczna; (3) soczewka oraz (4) siatkówka i naczyniówka. Każda sekcja ma redaktora prowadzącego i redaktorów wykonawczych, którzy mają doświadczenie w obszarze danego zagadnienia.
Redaktorem naczelnym „Experimental Eye Research" jest Steven J. Fliesler – profesor okulistyki związany z Uniwersytetem Stanu Nowy Jork w Buffalo oraz Ross Eye Institute. W skład rady redakcyjnej (ang. editorial board) czasopisma wchodzą głównie profesorowie okulistyki z różnych ośrodków akademickich w USA oraz z Europy.
Pismo ma współczynnik wpływu impact factor (IF) wynoszący 3,332 (2016) oraz wskaźnik Hirscha równy 107 (2017). W międzynarodowym rankingu SCImago Journal Rank (SJR) mierzącym wpływ, znaczenie i prestiż poszczególnych czasopism naukowych „Experimental Eye Research" zostało sklasyfikowane na 17. miejscu wśród czasopism okulistycznych (na podstawie średniej liczby ważonych cytowań w latach 2013–2015). W polskich wykazach czasopism punktowanych przez Ministerstwo Nauki i Szkolnictwa Wyższego czasopismo otrzymało kolejno: 40 pkt (2013-2014), 35 pkt (2015-2016) oraz 100 pkt (2019).
Publikacje ukazujące się w tym czasopiśmie są indeksowane w EMBase, BIOSIS, Chemical Abstracts, Current Contents/Life Sciences, Excerpta Medica, Research Alert, Medline oraz w Scopusie.